# ジェイソン・デナイヤー
ジェイソン・グレゴリー・マリアンヌ・デナイヤー（Jason Grégory Marianne Denayer、 1995年6月28日 - ）は、ベルギー・ブリュッセル出身のプロサッカー選手。サウジ・プロフェッショナルリーグ・アル・ファティフ所属。元ベルギー代表。ポジションはディフェンダー。

## 略歴
2013年、下部組織からマンチェスター・シティFCに昇格。
2014-15年はセルティックFCにレンタルし、44試合に出場して6得点と活躍。
2015年8月31日、スュペル・リグのガラタサライにレンタル移籍した。
2016年8月31日、サンダーランドAFCにレンタル移籍した。
2017-18シーズンは再びガラタサライにレンタル移籍した。
2018年8月21日、オリンピック・リヨンと4年契約を結んだ。
2022年9月28日、アル・アハリ・ドバイへの加入が発表された。

## 所属クラブ
- マンチェスター・シティFC 2013-2018

→ セルティックFC 2014-2015 (loan)
→ ガラタサライSK 2015-2016 (loan)
→ サンダーランドAFC 2016-2017 (loan)
→ ガラタサライSK 2017-2018 (loan)
- オリンピック・リヨン 2018-2022
- アル・アハリ・ドバイ 2022-2023
- アル・ファティフ 2023-

## 個人成績
| クラブ                 | シーズン | リーグ         | リーグ | リーグ | カップ | カップ | リーグカップ | リーグカップ | 国際大会 | 国際大会 | 合計 | 合計 |
| クラブ                 | シーズン | リーグ         | 出場   | 得点   | 出場   | 得点   | 出場         | 得点         | 出場     | 得点     | 出場 | 得点 |
| ---------------------- | -------- | -------------- | ------ | ------ | ------ | ------ | ------------ | ------------ | -------- | -------- | ---- | ---- |
| マンチェスター・シティ | 2013-14  | プレミアリーグ | 0      | 0      | 0      | 0      | 0            | 0            | 0        | 0        | 0    | 0    |
| セルティック (loan)    | 2014-15  | スコティッシュ | 29     | 5      | 4      | 1      | 4            | 0            | 7        | 0        | 44   | 6    |
| ガラタサライ (loan)    | 2015-16  | スュペル・リグ | 17     | 0      | 5      | 0      | 0            | 0            | 6        | 0        | 28   | 0    |
| サンダーランド (loan)  | 2016-17  | プレミアリーグ | 24     | 0      | 2      | 0      | 1            | 0            | 0        | 0        | 27   | 0    |
| 通算                   | 通算     | 通算           | 46     | 5      | 9      | 1      | 4            | 0            | 13       | 0        | 72   | 6    |

## 代表歴

### 出場大会
- ベルギー代表
  - 2016年 - UEFA EURO 2016（ベスト8）

### 代表
| ベルギー代表 | 国際Aマッチ | 国際Aマッチ |
| 年           | 出場        | 得点        |
| ------------ | ----------- | ----------- |
| 2015         | 2           | 0           |
| 2016         | 7           | 0           |
| 2018         | 1           | 0           |
| 通算         | 10          | 0           |

## タイトル
ガラタサライ
- スュペル・リグ : 2017-18

マンチェスター・シティ
- FAコミュニティ・シールド : 2018